# Гавлув (Малопольське воєводство)
Гавлув (пол. Gawłów) — село в Польщі, у гміні Бохня Бохенського повіту Малопольського воєводства.
Населення — 616 осіб (2011).
У 1975-1998 роках село належало до Тарновського воєводства.

## Демографія
Демографічна структура станом на 31 березня 2011 року:
|          | Загалом | Допрацездатний вік | Працездатний вік | Постпрацездатний вік |
| -------- | ------- | ------------------ | ---------------- | -------------------- |
| Чоловіки | 294     | 67                 | 202              | 25                   |
| Жінки    | 322     | 66                 | 198              | 58                   |
| Разом    | 616     | 133                | 400              | 83                   |